# Ferrovie Luganesi
Ferrovie Luganesi (FL, dal 1950 FLP) è una società anonima svizzera attiva nel settore del trasporto pubblico passeggeri. Gestisce la linea ferroviaria Lugano-Ponte Tresa, nel Canton Ticino meridionale.

## Storia
La "Ferrovie Luganesi" (FL) fu fondata il 15 gennaio 1910, dopo una sottoscrizione lanciata dagli avvocati Luigi Balestra e Agostino Soldati ‒ quest'ultimo propugnatore da oltre vent'anni di una ferrovia che collegasse Lugano al Malcantone ‒ e l'intervento provvidenziale del fratello di quest'ultimo, Giuseppe Soldati, che versò i 160 000 franchi per costituire il capitale sociale minimo della società.
Il 13 agosto la società ottenne la concessione per costruire ed esercire una ferrovia elettrica a scartamento ridotto che collegasse Lugano a Ponte Tresa. La linea fu aperta al servizio pubblico il 5 giugno 1912.
Nelle intenzioni dei fondatori, la società avrebbe poi dovuto occuparsi del prolungamento della summenzionata linea da Ponte Tresa a Sessa e a Novaggio, della costruzione di una diramazione per Porto Ceresio, dove si sarebbe allacciata alla rete ferrotranviaria varesina e alla ferrovia per Milano.
Nel 1918, il Dipartimento federale delle poste e delle ferrovie studiò la proposta di fondere la FL con le due società che gestiva le altre linee a scartamento ridotto del luganese: la Lugano-Cadro-Dino e la Lugano-Tesserete, ma il progetto fu considerato non realizzabile.
Nel 1924, la società attivò un servizio autopostale Bioggio-Cademario-Aranno.
Dopo il 1950, l'Ufficio Federale dei Trasporti designò la società con la sigla FLP.

## Materiale rotabile
| Tipo                               | Numerazione  | Anno      | Note                                                                                          |
| ---------------------------------- | ------------ | --------- | --------------------------------------------------------------------------------------------- |
| BCe 4/4 (dal 1956) ABe 4/4         | 1 ÷ 3        | 1912      | [ 10 ]                                                                                        |
| BCe 4/4 (dal 1956) ABe 4/4 ABe 4/4 | 4 5          | 1952 1958 | 1981 BZe 4/4 4, 1989 Ze 4/4 4, 1996 fuori servizio ABe 4/4 5 venduta nel 1981 MOB Be 4/4 1003 |
| Ce 2/2 (dal 1956) Be 2/2           | 5 dal 1958 6 | 1910      | ex TEL, acquistata nel 1955, per manovre                                                      |
| ABe 4/6                            | 10 ÷ 12      | 1968      | vendute nel 1980 alla SSIF ABe 6/6 33–35                                                      |
| Be 4/8                             | 21 ÷ 25      | 1979      | poi trasformate in Be 4/12, venduti in Madagascar                                             |
| Be 4/8                             | 41, 42       | 1979      | ex FART, venduti in Madagascar                                                                |
| Be 6/8                             | 51 ÷ 55      | 2021      | tipo Stadler Tramlink                                                                         |
| Be 6/8                             | 56 ÷ 59      | 2022      | tipo Stadler Tramlink                                                                         |